# Olivia Newton-Johnová
Olivia Newton-Johnová DBE (nepřechýleně Olivia Newton-John; 26. září 1948 Cambridge, Spojené království – 8. srpna 2022 Santa Ynez Valley, Kalifornie, USA) byla britsko-australská zpěvačka country a populární hudby, skladatelka a herečka. Byla držitelkou několika cen Grammy. Natočila několik převážně hudebních filmů.

## Život a kariéra

### Dětství
Narodila se v Cambridgi ve Spojeném království Brinleymu Newton-Johnovi a Irene Helene Bornové. Je nejmladší ze tří dětí; bratr Hugh je lékařem a sestra Rona (provdaná za Jeffa Conawaye) herečkou. Matka byla nejstarší dcerou Maxe Borna, německého nositele Nobelovy ceny za fyziku, který uprchl v roce 1930 před pronásledováním se svou ženou z Německa. Otec byl důstojníkem tajné služby MI5. V roce 1954 se rodina přestěhovala do Melbourne v Austrálii, kde otec Olivie Newton-John získal místo přednosty na Ormond College Univerzity v Melbourne.

### Umělecké začátky
Když jí bylo 14 let, založila s třemi svými spolužačkami dívčí band s názvem Sol Four. Brzy pravidelně účinkovala v místním rozhlasovém a televizním vysílání. V Go Show potkala Pat Caroll a jejího manžela Johna Farrara, kteří se později stali jejími nejbližšími spolupracovníky. Když se pak zúčastnila televizní soutěže talentů Sing, Sing, Sing Johnnyho O’Keefa s písněmi Anyone Who Had A Heart a Everything's Coming Up Roses, vyhrála první cenu, kterou byla cesta do Anglie. Olivia se zprvu zdráhala odjet, její matka ji nakonec ale k cestě do Anglie přesvědčila.
V Anglii se jí stýskalo a také postrádala svého přítele Iana Turpie, se kterým spoluúčinkovala v australském nezávislém televizním filmu Funny Things Happen Down Under. Situace se změnila, když se do Anglie přestěhovala Pat Caroll. Olivia s ní vytvořila duo a společně pak vystupovaly bez většího úspěchu, dokud se Caroll nemusela vrátit do Austrálie. Olivia Newton-John zůstala v Anglii, aby se zde pokusila o sólovou kariéru.
V roce 1966 nahrála první singl Till You Say You'll Be Mine u firmy Decca, nahrávka však zůstala bez většího ohlasu. O čtyři roky později byla vybrána do projektu Toomorrow amerického producenta Dona Kirshnera, známého spoluprací s The Monkees. Skupina nahrála v roce 1970 album a účinkovala ve stejnojmenném „science fiction“ muzikálu. Projekt však neměl úspěch a skupina se brzy rozešla.

### 1971–1977

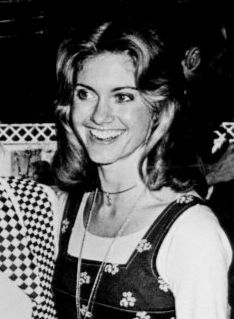
Olivia Newton-Johnová v roce 1974

V roce 1971 se dostavil první úspěch v její kariéře. V produkci Johna Farrara a Bruce Welche (ze skupiny Shadows) vydala singl s písní Boba Dylana If Not For You, který se stal mezinárodním hitem. Časopisem Record Mirror byla dvakrát vyhlášena nejlepší britskou zpěvačkou. Často vystupovala ve víkendových televizních pořadech Cliffa Richarda a účinkovala s ním také v televizním filmu The Case. Její popularita v Americe však od vydání If Not For You stagnovala až do roku 1973. Tehdy vydala album s písní Let Me Be There, která se probojovala do americké Top 10 hned v několika kategoriích, a získala cenu Grammy pro nejlepší zpěvačku country. Stejnojmenné album pak obsadilo první příčku na žebříčku alb country hudby na dva týdny.
V roce 1974 se zúčastnila za Británii soutěže Eurovize s písní Long Live Love, kterou vybralo britské publikum, a obsadila 4. místo. Všech šest písní připravených k soutěži pak vyšlo na albu Long Live Love, prvním vydaným u společnosti EMI. Pro severoamerický trh vydala toto album společnost MCA pod názvem If You Love Me, Let Me Know, přičemž písně pro soutěž Eurovize byly nahrazené čtyřmi jinými písněmi, více ve stylu country, ve snaze navázat na úspěch písně Let Me Be There. Píseň I Honestly Love You, kterou napsali Jeff Barry a Peter Allen, přinesla Olivii Newton-John další dvě ceny Grammy v kategoriích nahrávka roku a nejlepší zpěvačka pop music. Stejnojmenné album se pak umístilo na 1. místě v žebříčku alb pop music (jeden týden) a country (osm týdnů).
Spojené království opustila a přestěhovala se do Spojených států amerických. Album Have You Never Been Mellow z roku 1975 se opět umístilo na nejvyšší příčce žebříčku v kategoriích pop a country. Následující album Clearly Love však již tak úspěšné nebylo. Další své album Don't Stop Believin', které nahrála zpěvačka v Nashville, se umístilo na 30. místě v žebříčku pop music a na 7. místě v žebříčku country. V listopadu 1976 uvedla svůj první televizní pořad A Special Olivia Newton-John. V roce 1977 vydané album Making a Good Thing Better se umístilo ještě hůře než album předchozí a Olivia Newton-John uvažovala o změně ve své kariéře.

### 1978–1979

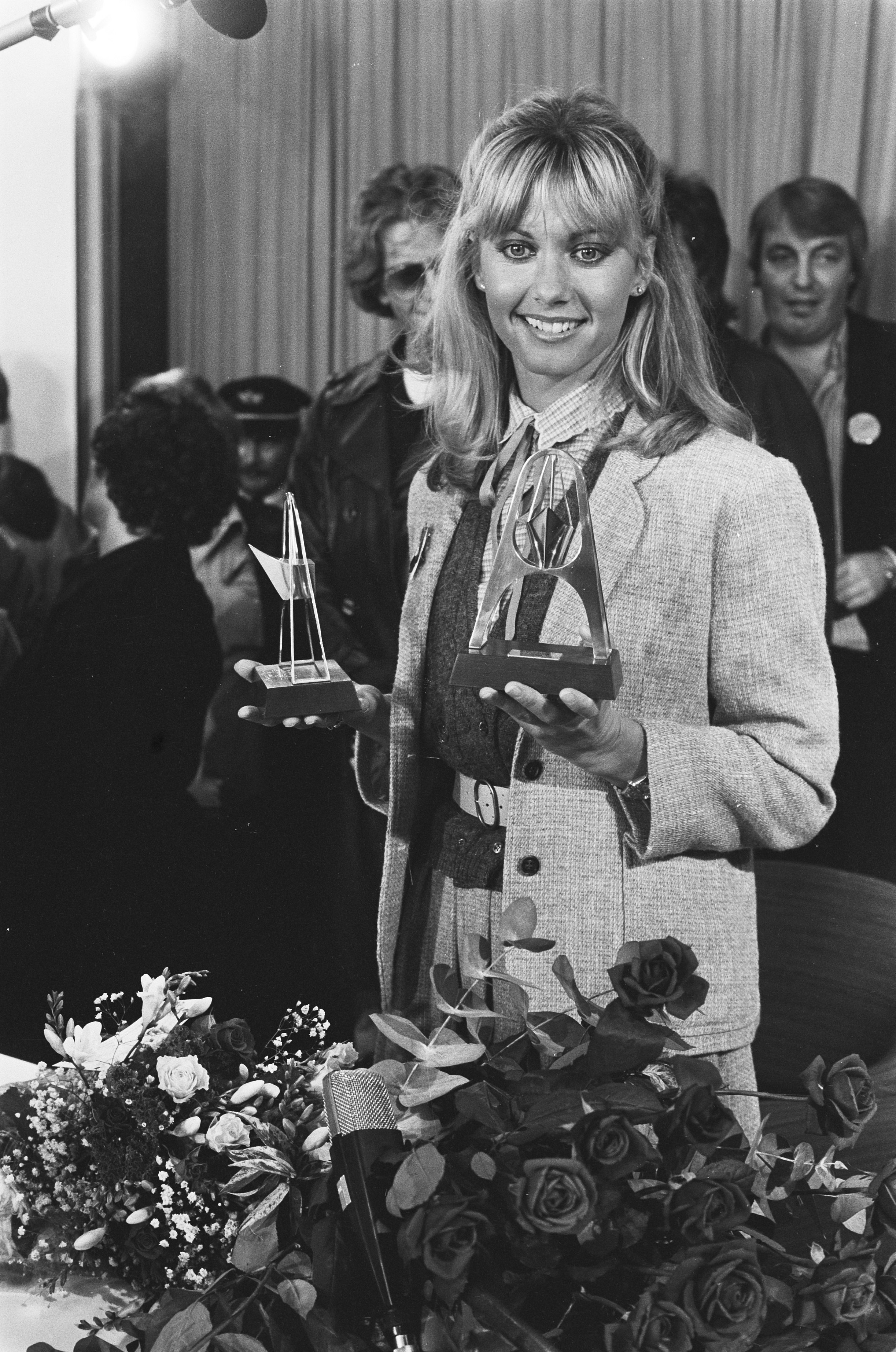
Olivia Newton-Johnová v roce 1978

Obrat v její kariéře nastal po uvedení filmové adaptace broadwayského muzikálu Pomáda (Grease) v roce 1978. Roli Sandy jí nabídl producent Allan Carr po náhodném setkání na večírku, který pořádala australská zpěvačka a skladatelka Helen Reddy. Po neúspěchu filmu Toomorrow trvala na kamerových zkouškách s filmovým partnerem Johnem Travoltou, také proto, že si připadala na roli středoškolačky příliš stará (v době natáčení jí bylo 29 let). Tvůrci filmu se přizpůsobili jejímu australskému přízvuku změnou její postavy z rodilé Američanky Sandy Dumbrowski na Sandy Olsson, Australanku na prázdninách. Film se stal kasovním trhákem roku 1978. Soundtrack filmu měl také velký úspěch, hned 3 písně, You're the One That I Want (1.) s Johnem Travoltou, Hopelessly Devoted To You (3.) a Summer Nights (5.) s Johnem Travoltou a sborem, se umístily v Top 5 singlů. První dvě písně napsal dlouholetý spolupracovník Olivie Newton-John John Farrar pro tento film. Pomáda vynesla zpěvačce nominaci na Zlatý Glóbus v kategorii nejlepší herečka v muzikálu. Píseň Hopelessly Devoted To You byla nominována na Cenu Akademie a Olivia Newton John ji přednesla při udílení cen v roce 1979.
Proměna její postavy ve filmu, Sandy, jako by v ní povzbudila touhu po podobné změně i v její kariéře. V listopadu 1978 vydala popové album Totally Hot se zřetelným příklonem k agresivnějšímu zvuku a rychlejšímu tempu. Album se umístilo v žebříčku Top 10 na 7. místě a přes patrný odklon od stylu country i na 4. příčce Country Album chart.

### 80. léta

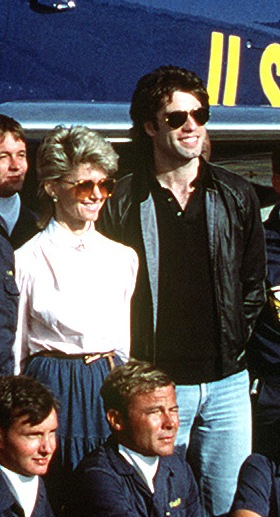
John Travolta a Olivia Newton-Johnová, 1982

Začátkem roku 1980 vydala singl I Can't Help It (č. 12 pop, č. 8 AC), duet s Andy Gibbem z jeho alba After Dark. Účinkovala ve svém třetím televizním pořadu Hollywood Nights. Objevila se opět ve filmu, v muzikálu Xanadu s Genem Kellym a Michaelem Beckem. I když film u kritiky propadl, byl nakonec komerčně úspěšný a soundtrack z filmu byl hodnocen jako dvojnásobně platinový. Nejznámějšími písněmi byly Magic Olivie Newton-John, Suddenly s Cliffem Richardem a titulní píseň s ELO. Magic byl největší popový hit té doby (4 týdny č. 1 pop žebříčku) a stále je nejvýše mezi AC hity její kariéry (5 týdnů č. 1). Film se stal nakonec kultovní klasikou a základem pro příznivě hodnocenou Broadwayskou show, nominovanou na cenu Tony, která měla v letech 2007–2008 více než 500 repríz.
V roce 1981 vydala své nejúspěšnější studiové album, dvakrát platinové Physical. Titulní píseň, kterou napsali Steve Kipner a Terry Shaddick, vydržela plných 10 týdnů na vrcholu žebříčku Billboard Hot 100 a překonala tak rekord, který do té doby držela píseň Debby Booneové You Light Up My Life. Píseň se dokonce umístila (jako jediná píseň Olivie Newton John) na žebříčku R&B singlů (č. 28) a alb (č. 32). Album doprovázely ještě další dva singly, a to Make A Move On Me a Landslide. Video, ve kterém cvičí Olivia Newton John aerobik na sugestivní melodii a rytmus titulní písně alba učinilo z písně „hymnu“ tohoto sportu (a čelenka se stala módním doplňkem i mimo tělocvičnu). Newton-John se stala průkopnicí rodícího se hudebního videoprůmyslu. Natočila videoalbum obsahující všechny písně z hudebního alba a ještě tři starší hity. Videoalbum jí přineslo čtvrtou cenu Grammy a televizní stanice ABC jej odvysílala pod názvem Let’s Get Physical. Na úspěch alba Physical navázala Newton-John mezinárodním turné a vydala druhou kompilaci svých hitů Olivia's Greatest Hits Vol. 2. Obrazový záznam z koncertu turné pak uvedla stanice HBO pod názvem Olivia In Concert v roce 1983. Záznam pak byl vydán jako hudební video a výsledkem byla další nominace na cenu Grammy.

## Diskografie

### Singly
| - Till You Say You'll Be Mine, 1966 - If Not For You, 1971 - Banks of the Ohio, 1971 - What Is Life, 1972 - Take Me Home, Country Roads, 1973 - Let Me Be There, 1973 - Long Live Love, 1974 - If You Love Me (Let Me Know), 1974 - I Honestly Love You, 1974 - Have You Never Been Mellow, 1975 - Please Mr. Please, 1975 - Something Better To Do, 1975 - Let It Shine / He Ain't Heavy... He's My Brother, 1976 - Come On Over, 1976 - Don't Stop Believin', 1976 - Every Face Tells A Story, 1976 - Compassionate Man, 1977 - Sam, 1977 - Making A Good Thing Better, 1977 - I Honestly Love You (reedice), 1977 - Sad Songs, 1977 - Jolene, 1978 - You're The One That I Want (s Johnem Travoltou), 1978 - Hopelessly Devoted To You, 1978 - Summer Nights (s Johnem Travoltou), 1978 - A Little More Love, 1979 - Deeper Than The Night, 1979 - Totally Hot/ Dancin' 'Round And 'Round, 1979 - I Can't Help It (s Andy Gibbem), 1980 - Don't Cry For Me Argentina, 1980 | - Xanadu (s ELO), 1980 - Magic, 1980 - Suddenly (s Cliffem Richardem), 1980 - Physical, 1981 - Make A Move On Me, 1982 - Landslide, 1982 - Heart Attack, 1982 - I Honestly Love You (reedice), 1983 - Tied Up, 1983 - Twist Of Fate, 1983 - Take A Chance (s Johnem Travoltou), 1983 - Livin' In Desperate Times, 1984 - Soul Kiss, 1985 - Toughen Up, 1986 - The Best Of Me (s Davidem Fosterem), 1986 - The Rumour, 1988 - Reach Out For Me, 1990 - Grease Megamix, 1990 - Grease Dream Mix, 1991 - I Need Love, 1992 - Deeper Than A River, 1992 - No Matter What You Do, 1994 - Had To Be (s Cliffem Richardem), 1995 - You're The One That I Want (s Johnem Travoltou), 1998 - One Heart At A Time, 1998 - I Honestly Love You (re-recording), 1998 - Instrument of Peace, 2006 - Christmas On My Radio, 2007 - Every Time It Snows (s Jonem Secadou), 2007 |

### Alba
| - Toomorrow, Soundtrack, 1970 - If Not For You, 1971 - Olivia, 1972 - Music Makes My Day, 1973 - Let Me Be There, 1973 - Long Live Love, 1974 - If You Love Me, Let Me Know, 1974 - Have You Never Been Mellow, 1975 - Clearly Love, 1975 - Come On Over, 1976 - Don't Stop Believin', 1976 - Making A Good Thing Better, 1977 - Grease Soundtrack, 1978 - Totally Hot, 1979 - Xanadu, Soundtrack, 1980 - Love Performance, 1981 | - Physical, 1981 - Two Of A Kind, Soundtrack, 1983 - Soul Kiss, 1985 - The Rumour, 1988 - Warm And Tender, 1989 - Gaia, 1994 - Back With A Heart, 1998 - Highlights From The Main Event, 1998 - One Woman's Live Journey, 2000 - 'Tis The Season (s Vincem Gilleem), 2000 - Indigo: Women Of Song, 2004 - Stronger Than Before, 2005 - Grace And Gratitude, 2006 - Christmas Wish, 2007 - Olivia's Live Hits, 2008 |

## Filmografie
| - Olivia In Concert, 1983 - Live At The Sydney Opera House, 2008 - Funny Things Happen Down Under, 1965 - Toomorrow, 1970 - Grease, 1978 - Xanadu, 1980 - Two of a Kind, 1983 - She's Having a Baby, 1988 - Madonna: Truth or Dare, 1991 (dokumentární) - It's My Party, 1996 - Sordid Lives, 2000 | - Olivia Physical, 1982 - Twist Of Fate, 1983 - Soul Kiss, 1985 - Olivia Down Under, 1988 - 20th Century Masters: The Millennium Collection, 2004 - Video Gold 1, 2005 - Video Gold 2, 2005 - A Mom For Christmas, 1990 - A Christmas Romance, 1994 - The Wilde Girls, 2001 |